# Pleśniawka (choroba)
Pleśniawka – powierzchowna infekcja błony śluzowej jamy ustnej drożdżakiem Candida albicans. Pleśniawki występują w jamie ustnej, na języku i na podniebieniu w postaci białych plamek przypominających ścięte mleko. Pojedyncze plamki mogą zlewać się w większe wysepki, niekiedy tworzy się jednolita biała warstwa grzyba, który jest przyczyną pleśniawek, tak, że cała błona śluzowa pokryta jest białym kożuchem. W niektórych przypadkach zakażenie może przejść na przełyk, krtań, tchawicę i oskrzela.
Leczenie polega na pędzlowaniu błony śluzowej kilka razy w ciągu dnia 1% roztworem fioletu krystalicznego (gencjany) lub 25% roztworem boraksu w glicerynie z wodą.